# Ruhleben

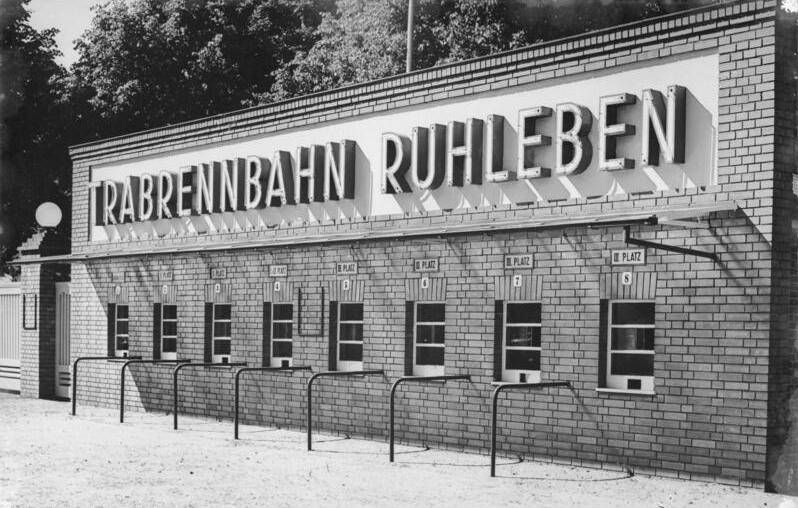
Ingången till travbanan i Ruhleben år 1939.

Ruhleben är ett område i västra Berlin som delvis ligger i stadsdelsområdet Charlottenburg-Wilmersdorf och delvis ligger i stadsdelsområdet Spandau. I området fanns 1908–1955 en travbana, Trabrennbahn Ruhleben. Efter en konkurs 1955 uppstod på dess plats istället ett industriområde. Slutstationen Ruhleben för tunnelbanans linje U2 ligger också i Ruhleben.